# Noël dans la montagne magique
Pour plus de détails, voir Fiche technique et Distribution.
Noël dans la montagne magique (A Smoky Mountain Christmas) est un téléfilm de Noël réalisé par Henry Winkler, diffusé en 1986. Il s'agit d'une version modernisée du conte des frères Grimm, Blanche-Neige.

## Synopsis
Subissant une pression médiatique accrue, une chanteuse à succès se retire provisoirement dans une cabane isolée dans les montagnes. Sur place, elle fait la connaissance de sept jeunes orphelins dont elle se prend d'affection.

## Fiche technique
- Titre français : Noël dans la montagne magique
- Titre original : A Smoky Mountain Christmas
- Réalisation : Henry Winkler
- Scénario : William Bleich d'après une histoire de William Bleich et Dolly Parton
- Musique : Dana Kaproff
- Photographie : Reynaldo Villalobos (en)
- Montage : Michael A. Stevenson
- Costumes : Betsy Cox
- Décors : Michael Baugh
- Production : Robert Lovenheim
- Société de production : Sandollar Productions
- Société de distribution : ABC
- Pays :  États-Unis
- Langue : Anglais
- Format : Couleur - Stéréo - 35 mm - 1.33:1
- Genre : Comédie, Fantastique
- Durée : 94 min
- Date de diffusion :
  -  États-Unis : 14 décembre 1986

## Distribution
- Dolly Parton (VF : Michèle Bardollet) : Lorna Davis
- Lee Majors (VF : Marc de Georgi) : Mountain Dan
- Bo Hopkins : Le shérif John Jensen
- Dan Hedaya (VF : Serge Lhorca) : Harry
- Anita Morris (VF : Perrette Pradier) : Jezebel
- Danny Cooksey : Jasper
- Gennie James : Cindy
- Chad Sheets : Jake
- Marc D. Robinson : String Bean
- Daryl Bartley : Freddie
- Ashley Bank : Mary
- Micah Rowe : Buster
- Chris Nash (VF : Emmanuel Jacomy) : Le shérif adjoint Frank
- Rene Auberjonois (VF : Hervé Bellon) : Ned
- Jeanne Hepple : Matty
- Linda Hoy : Hatty
- David Ackroyd (VF : Bernard Lanneau) : Le réalisateur du clip vidéo
- John Ritter (VF : Vincent Violette) : Le juge Harold Benton (non crédité)
- Claude Earl Jones (VF : Raoul Delfosse) : Le barman
- Douglas Seale (VF : Teddy Bilis) : Vernon
- Carl Franklin (VF : Emmanuel Gomès Dekset) : Le lieutenant Danvers
- Rance Howard (VF : Yves Barsacq) : Dr. Jennings